# Етиен Кабе
Етиен Кабе (1 януари 1788 – 9 ноември 1856) е френски философ и утопичен социалист. Основател на икарианското движение. Целта му е да замени капиталистическото производство с работнически кооперативи. Става най-популярния защитник на социализма за времето си, като обръща специално внимание на занаятчиите, подяждани от фабриките. Кабе води групи емигранти, за да основат утопистки общности в Тексас и Илинойс. Работата му е подкопана от многото вражди между последователите му.

## За него
- Johnson, C. Utopian Communism in France: Cabot and the Icarians (1974)
- Sutton, Robert, Les Icariens: the Utopian Dream In Europe and America (University of Illinois Press, 1996)